# Yanick Lehoux
Yanick Lehoux (* 8. April 1982 in Montréal, Québec) ist ein ehemaliger kanadischer Eishockeyspieler, der im Verlauf seiner aktiven Karriere zwischen 1998 und 2017 unter anderem über 400 Spiele in der American Hockey League (AHL) auf der Position des Centers bestritten hat. Darüber hinaus absolvierte Lehoux weitere 159 Partien für die Adler Mannheim in der Deutschen Eishockey Liga (DEL) und stand in zehn Begegnungen für die Phoenix Coyotes in der National Hockey League (NHL) auf dem Eis.

## Karriere
Lehoux spielte zunächst für die Estacades de Cap-de-la-Madeleine in einer unterklassigen kanadischen Juniorenliga, bevor er ab der Saison 1998/99 für die Drakkar de Baie-Comeau aus der Ligue de hockey junior majeur du Québec (LHJMQ) aufs Eis ging. In seiner zweiten Spielzeit beendete er die reguläre Saison mit einer Bilanz von 92 Scorerpunkten in 67 Begegnungen und gewann zum Saisonende die Trophée Marcel Robert als der Spieler der LHJMQ, der sportlichen und schulischen Erfolg am besten kombinierte. Während dieser Zeit wurde der Stürmer beim NHL Entry Draft 2000 in der dritten Runde an der 86. Position von den Los Angeles Kings aus der National Hockey League (NHL) ausgewählt. Im Verlauf der Saison 2000/01 etablierte sich Lehoux endgültig als einer der besten Scorer der Liga und steuerte in der regulären Saison 67 Tore und 135 Punkte zum Playoff-Einzug der Drakkar de Baie-Comeau bei. Seine 67 Treffer waren ligaweit der zweitbeste Wert in dieser Spielzeit, einzig Simon Gamache mit 74 Torerfolgen war erfolgreicher. In den Playoffs erreichte Lehoux mit seiner Mannschaft die dritte Runde und unterlag in dieser in sechs Partien den Titan d’Acadie-Bathurst. Es folgte eine weitere Saison in der kanadischen Top-Juniorenliga, in der Lehoux erneut erfolgreichster Scorer der Drakkar war und den dritten Platz in der Scorerliste der Liga belegte. Zum Abschluss der Saison 2001/02 erhielt er eine Nominierung ins Second All-Star Team der LHJMQ. Mit 382 Scorerpunkten in 266 Begegnungen der regulären Saison hält Lehoux außerdem den Franchise-Rekord der Drakkar de Baie-Comeau als erfolgreichster Scorer.

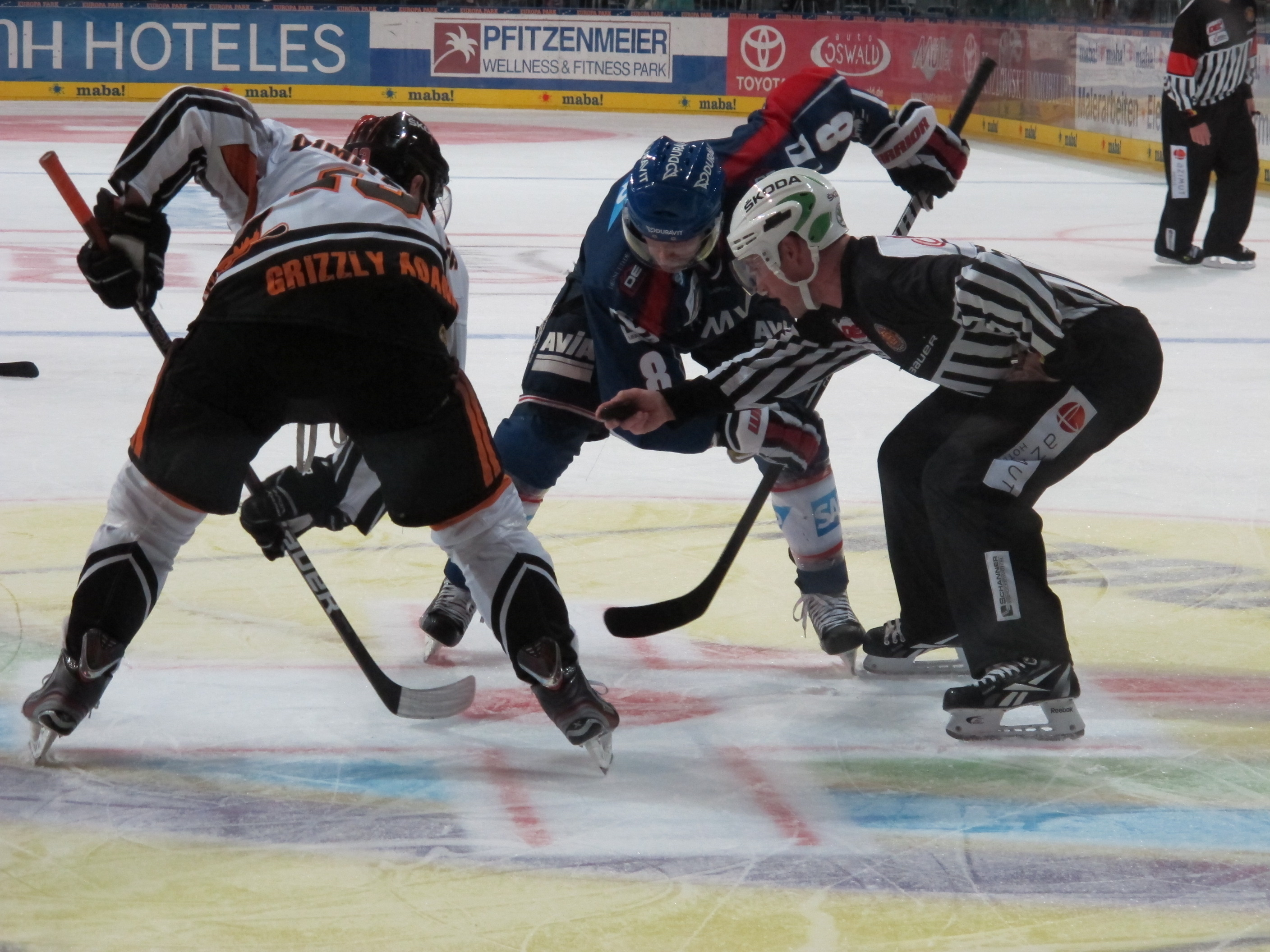
Lehoux (rechts) beim Bully gegen Niko Dimitrakos (2012)

Noch in derselben Saison debütierte der Stürmer für die Manchester Monarchs, das Farmteam der Los Angeles Kings, aus der American Hockey League (AHL) und absolvierte eine Begegnung in den Playoffs. In den folgenden drei Spielzeiten etablierte er sich als solider Mittelstürmer und übertraf in der Saison 2004/05 erstmals die Marke von 20 Toren und 50 Punkten. Nach Beendigung des NHL-Lockouts entschied sich Lehoux die Vereinigten Staaten zu verlassen und einigte sich zunächst auf einen Kontrakt mit dem HK Dynamo Moskau, der jedoch wenig später wieder aufgelöst wurde. Anschließend fand er im Genève-Servette HC aus der Schweizer Nationalliga A (NLA) einen neuen Arbeitgeber. Nach sieben Partien und ebenso vielen erzielten Punkten folgte ein Engagement beim Ligakonkurrenten EHC Basel, für den der Kanadier in vier Spielen auflief und zwei Torvorlagen beisteuerte. Nach lediglich zwei Monaten kehrte Lehoux zurück in die Organisation der Los Angeles Kings, die ihn im November 2005 auf die Waiver-Liste setzten. Von dieser wählten ihn die Phoenix Coyotes aus. Noch in derselben Saison lief Lehoux erstmals für die Coyotes in der NHL aufs Eis und erzielte einen Treffer. Ende November 2005 fand sich der Angreifer erneut auf der Waiver-Liste wieder und wurde diesmal von seinem Ex-Team Los Angeles Kings ausgewählt. Die Kings schickten ihn ins Farmteam zu den Manchester Monarchs und zur Trade Deadline am 9. März 2006 wurde er im Austausch für Tim Jackman erneut nach Phoenix transferiert. Im Verlauf der Saison 2006/07 stellte Lehoux neue persönliche Karrierebestmarken auf, als er in 72 AHL-Spielen der regulären Saison 31 Tore und 42 Torvorlagen für die San Antonio Rampage beisteuerte, mit der Mannschaft die Playoffs jedoch verpasste.
Auch die darauffolgende Spielzeit begann er bei den Rampage, bevor der Rechtsschütze im November 2007 bei Chimik Moskowskaja Oblast aus der russischen Superliga anheuerte. Im Juli 2008 wurde er von den Canadiens de Montréal unter Vertrag genommen und die komplette Saison 2008/09 im Farmteam bei den Hamilton Bulldogs eingesetzt. Im Anschluss zog es den Franko-Kanadier erstmals nach Schweden zu Södertälje SK, für die er in der Elitserien auf dem Eis stand. Die Saison 2010/11 begann der Stürmer beim HC Ambrì-Piotta in der Schweizer NLA, bevor er im Januar 2011 einen Vertrag mit Laufzeit bis zum Saisonende 2011/12 bei Södertälje SK unterschrieb. Nachdem er mit der Mannschaft den Abschluss der Hauptrunde lediglich den elften und somit zweitletzten Platz in der Elitserien belegt hatte, wurde in der Kvalserien der Ligaerhalt verfehlt. Im Juli 2011 wurde er schließlich von den Adler Mannheim aus der Deutschen Eishockey Liga (DEL) verpflichtet. Die Spielzeiten 2011/12 und 2012/13 verliefen erfolgreich für Lehoux. Er konnte sich als einer der punktbesten Stürmer innerhalb der DEL etablieren. Nach einer sportlichen Talfahrt in der Spielzeit 2013/14 entschieden sich die Adler für einen Trainerwechsel, wobei der neue Cheftrainer Hans Zach sich gegen eine weitere Zusammenarbeit mit Lehoux aussprach, sodass er im Januar 2014 bis zum Ende der Saison in gegenseitigem Einvernehmen freigestellt wurde. Nachdem er zu Beginn der darauffolgenden Saison zunächst ohne Verein war, nahmen ihn im Dezember 2014 die Malmö Redhawks aus der schwedischen HockeyAllsvenskan bis Saisonende unter Vertrag. Anschließend ließ der Stürmer seine Karriere in den folgenden beiden Jahren bei den Assurancia de Thetford in der Ligue Nord-Américaine de Hockey (LNAH) ausklingen.

### International
Für die kanadische Nationalmannschaft kam Lehoux im Rahmen des Deutschland Cup 2012, den die Mannschaft auf dem vierten und letzten Rang abschloss, zu drei Einsätzen. Dabei blieb er punktlos. Ebenso nahm er mit dem Team Canada am Spengler Cup 2010 teil, wo die Kanadier das Finale gegen den SKA Sankt Petersburg verlor.

## Erfolge und Auszeichnungen
- 2000 Teilnahme am CHL Top Prospects Game
- 2000 Trophée Marcel Robert
- 2002 LHJMQ Second All-Star Team
- 2012 Deutscher Vizemeister mit den Adler Mannheim

## Karrierestatistik
(Legende zur Spielerstatistik: Sp oder GP = absolvierte Spiele; T oder G = erzielte Tore; V oder A = erzielte Assists; Pkt oder Pts = erzielte Scorerpunkte; SM oder PIM = erhaltene Strafminuten; +/− = Plus/Minus-Bilanz; PP = erzielte Überzahltore; SH = erzielte Unterzahltore; GW = erzielte Siegtore; 1 Play-downs/Relegation; Kursiv: Statistik nicht vollständig)